# The Limehouse Golem - Mistero sul Tamigi
The Limehouse Golem - Mistero sul Tamigi (The Limehouse Golem) è un film del 2016 diretto da Juan Carlos Medina e sceneggiato da Jane Goldman. Il film è l'adattamento cinematografico del libro di Peter Ackroyd del 1994 La leggenda del mostro di Limehouse (Dan Leno and the Limehouse Golem) con Olivia Cooke, Bill Nighy, e Douglas Booth.
Il film è stato presentato per la prima volta al Toronto International Film Festival il 10 settembre del 2016.

## Trama
1880. Una serie di omicidi ha scosso la comunità di Limehouse nella Londra vittoriana, al punto che le persone credono che il responsabile sia una creatura leggendaria dei tempi bui: il Golem. Quando la star del teatro Elizabeth Cree viene accusata di avere avvelenato suo marito John, la stessa notte dell'ultimo omicidio Golem, l'ispettore John Kildare scopre prove che collegano John Cree agli omicidi del Golem. Decide di risolvere i casi prima che Elizabeth venga impiccata.
Dopo aver trovato un diario in cui il Golem parla dei crimini commessi, all'interno di un libro sull'arte dell'omicidio nella sala di lettura della biblioteca del British Museum, Kildare stabilisce che il Golem sia uno dei quattro uomini che hanno visitato la biblioteca l'ultimo giorno: Dan Leno, Karl Marx, George Gissing e John Cree. Riesce ad acquisire campioni di grafia degli altri tre uomini mentre ascolta la storia di Elizabeth, che è stata figlia di una madre senza marito, passata dal rammendare vele presso il porto di Londra ad attrice teatrale di successo.
Si scoprirà così che, alla morte di sua madre, Elizabeth si unì alla compagnia di Dan Leno, impegnandosi a eseguire canzoni comiche vestita da uomo. Il suo spettacolo acquisì subito popolarità, secondo solo a quello di Leno. Tuttavia, lei aspirava a diventare attrice drammatica, perciò, quando il drammaturgo John Cree si invaghì di lei, accettò il ruolo da protagonista del suo nuovo spettacolo. Nel suo primo ruolo drammatico, venne sabotata dalla collega Aveline Ortega, gelosa del successo di Elizabeth e delle attenzioni di John nei suoi confronti.
Venne inoltre ricattata dal proprietario del teatro, un uomo conosciuto come "Lo Zio", costretta a posare nuda per lui e a picchiarlo per la sua gratificazione sessuale. Pochi giorni dopo averlo riferito a John, che le aveva chiesto anche di sposarlo, Lo Zio venne ucciso. Il teatro divenne di proprietà di Dan Leno. Dopo il matrimonio, il rapporto tra John e Lizzy si incrinò, anche perché questa si rifiutava di avere rapporti sessuali con lui. Assunse Aveline formalmente come cameriera personale, ma in realtà per andare a letto con John in vece sua, offrendole il doppio di quanto guadagnava come attrice. A quel punto, John sospese la scrittura del dramma che vedeva Lizzy come protagonista, rivelandosi un fiasco quando sarà portato in scena, incompleto e senza l'autorizzazione dell'autore. I due coniugi rimasero dunque in rapporti freddi, fino all'avvelenamento di John Cree.
Il giorno in cui Elizabeth verrà impiccata, Kildare, su indicazione di Elizabeth, trova una copia manoscritta della commedia scritta da Cree prima della sua morte. La trova corrispondente al diario e ottiene un rinvio di un'ora della sua condanna, nella speranza che la rivelazione dei crimini di John Cree commutino la pena della donna. Propone così a Lizzy di scrivere una lettera in cui dichiari di aver tolto la vita a John perché in pena per la propria incolumità, avendo scoperto che suo marito era un assassino. Tuttavia, lei scrive: "I AM THE GOLEM - Elizabeth Cree", con la stessa grafia dell'assassino. Il poliziotto comprende che era stata lei a uccidere "Lo Zio", per poi commettere tutta una serie di omicidi, generando il mito del Golem per avere una fama duratura nel tempo. Avvelenò il marito, quando questi aveva trovato prova dei suoi crimini; quando compiva i delitti si vestiva da uomo, anche in biblioteca.
Sconvolto dalla rivelazione, Kildare rinuncia a riferire chi era il vero Golem, concedendole la fama di averlo eliminato, piuttosto che la maggiore fama di essere un'assassina. Successivamente, la compagnia di Dan Leno mette in scena la vita di Elizabeth, partendo dalla sua esecuzione per raccontarne la storia. Aveline Ortega, tuttavia, nell'interpretare la parte di Elizabeth, muore accidentalmente durante la scena dell'impiccagione. Leno, freddamente, le toglie la parrucca e decide di impersonare egli stesso Lizzy. Nell'ultima scena, in una sorta di finale alternativo, si vede Elizabeth, viva, fare un inchino sul palco.

## Produzione
La sceneggiatrice Jane Goldman lesse il libro molti anni prima di diventare una sceneggiatrice professionista e tenne in mente il progetto. In un'intervista ha spiegato "La cosa buffa è che ho letto il libro molto prima di diventare sceneggiatrice. Penso sia stata l'unica volta in cui ho letto un libro e sperato che qualcuno ne ricavasse un film. Stranamente, anni dopo, mi sono trovata in una giuria con il produttore che ne aveva detenuto i diritti cinematografici e gli dissi che amavo il libro. Lui mi disse che i diritti erano di nuovo disponibili e mi chiese se lo volessi adattare al grande schermo"
È stato annunciato il 17 aprile del 2015 che Alan Rickman, Olivia Cooke e Douglas Booth erano stati ingaggiati per ruoli principali del film, che sarebbe stato diretto da Juan Carlos Medina. Successivamente Rickman lasciò il progetto per problemi di salute dopo che gli fu diagnosticato un cancro al pancreas.
I primi lavori per il film sono iniziati nell'ottobre del 2015 nello West Yorkshire, mentre le riprese sono state fatte tra Leeds e Keighley. Le riprese sono avvenute anche a Manchester, con Bill Nighy e Daniel Mays notati sul set di Deansgate. La prima fase della lavorazione si è conclusa il 26 novembre del 2015. Johan Söderqvist ha scritto la colonna sonora. Il film è dedicato a Rickman, morto nel gennaio 2016.

## Distribuzione
Il film è stato presentato al Toronto International Film Festival il 10 settembre del 2016. È stato successivamente distribuito nel Regno Unito il 1º settembre del 2017. Negli Stati Uniti è stato distribuito l'8 settembre 2017 con una programmazione limitata della RLJ Entertainment.

### Accoglienza
The Limehouse Golem ha ricevuto valutazioni positive dalla critica. Ha ottenuto il 74% sul sito Rotten Tomatoes, con un voto di 7.4/10. L'Ikon London Magazine ha commentato che il film è ripreso magnificamente, con fantastici costumi, ambientazioni e set.